# Pražská defenestrace (1483)

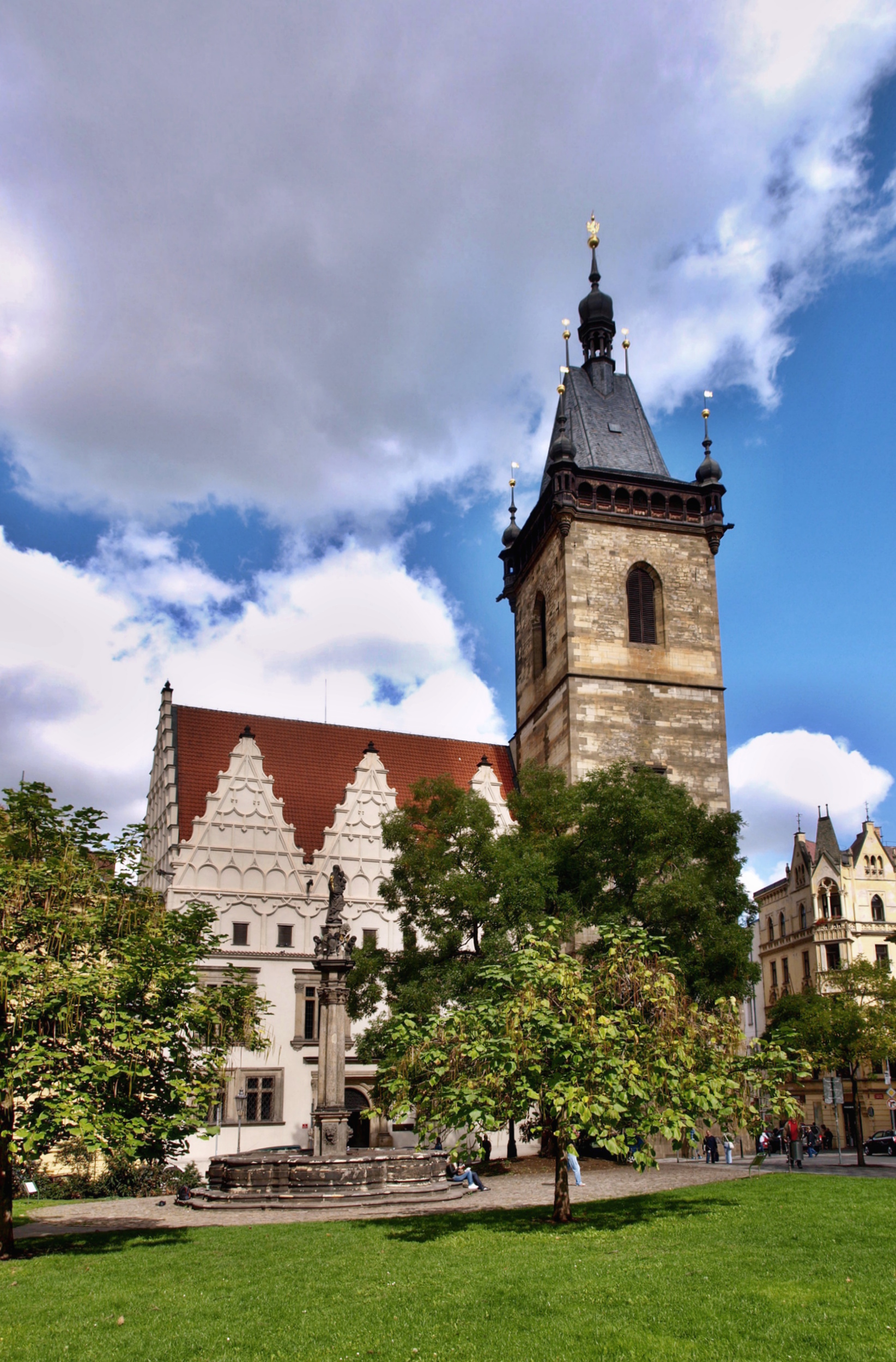
Budova novoměstské radnice

Tato pražská defenestrace se udála 24. září 1483 při bouřích pražského obyvatelstva za vlády krále Vladislava Jagellonského, kdy strana podobojí, obávající se o svůj vliv, provedla násilný převrat na Starém i Novém Městě a na Malé Straně. Z oken příslušných radnic byli vyhozeni staroměstský purkmistr a těla sedmi zabitých novoměstských konšelů.

## Předehra
K defenestraci došlo vlivem napětí mezi katolíky a kališníky (podobojí) a také předešlými nepořádky v městské správě ("Léta božího 1476 obec pražská zbúřila se proti konšelům, i zjímali je, chtěvše je kázati stínati; a to proto, že sú počtův nečinili, sami se tím dělili a užívali; neb sú byli několiko let na konšelství; berně na obec vzkládali a drželi je; by jako dnes dítě narodilo se neb umřelo, daj z hlavy, chudí jako bohatí; základy brali, komory vylamovali, zapečeťovali, by pak nic neměl, tehdy daj (ač jest to tak bylo)" = neodevzdávali berni a ukládali vysoké daně nehledě na příjmy obyvatelstva).
V roce 1480 byla zatčena řada staroměstských měšťanů, které následovali čtyři husitští kněží, a to pro údajné spiknutí proti králi. Měšťané byli mučeni, někteří zemřeli, ale neprozradili nic. Kněží byli vězněni a mučeni na Karlštejně, jeden z nich na následky mučení zemřel. Tyto události signalizovaly vzrůstající aktivitu katolické strany podporované králem Vladislavem Jagellonským.[zdroj?]
Napětí mezi kališníky a katolíky vyvrcholilo v roce 1483. Radnice ovládli katolíci a konzervativní kališníci, kteří chtěli udržet řád, a tak nastolili vládu tvrdé ruky. Odpůrce mínili dílem vyvraždit, dílem vyhnat, dokonce si připravili seznam asi 80 osob. Akce byla naplánována na půlnoc z 24. na 25. září. Spiklenci měli označit své domy světly a přijít k radnici. Vymysleli i heslo: Pán Bůh s námi, světlo mezi námi a naši věrní bez hác (bez spodního prádla). Převratem však hrozila i strana podobojí a v podstatě stranu katolickou předešla.

## Průběh událostí
Radikální kališníci si za záminku pro vypuknutí převratu berou údajné informace, podle nichž se katolíci chystají narušit svatováclavské posvícení, slavené podle kališnického rituálu ve všech pražských kostelích najednou a tak zahájili ve středu 24. září kolem osmé hodiny ráno převrat burcujícími údery zvonů na věži Týnského chrámu. Povstalci vzali útokem Staroměstskou radnici, zraněn byl však pouze purkmistr a jeden radní. Purkmistr Jan od Klobouků byl nejprve poraněn sudlicí na nohou, poté předstíral smrt, a tak jej povstalci vyhodili z okna. Pád přežil.
Na Novoměstské radnici teklo více krve. Přítomní konšelé tam byli pobiti a svrženi z oken; jeden přece jen utekl, ostatní byli zatčeni. Na Malé Straně došlo rovněž k nepokojům, dva sousedé skončili ve vězení. Po dobytí radnic se rozlícený dav vrhl na kláštery, ale i na Židy.
Po nové volbě obecních starších se uskutečnily výslechy zajatých konšelů. Přiznali se, že skutečně připravovali vraždy řady kališníků a vyhnanství kněží. Dne 26. září obsadili povstalci Vyšehrad a Pražský hrad, aby je nenapadly hradní posádky. Kolem páté hodiny odpoledne se začalo v jednotlivých městech pražských popravovat.
Převrat v Praze přispěl k omezení panovnické moci a zabránil obnovení předhusitských poměrů.
6. října 1483 uzavřely tři pražské obce smlouvu o jednotě a společném postupu, která přinesla nadvládu kališnické konfese. Vývoj pak směřoval k náboženskému smíru a vyhlášení rovnoprávnosti obou církví na kutnohorském sněmu v roce 1485.

## Očima kronik a klasiků
Ze Starých letopisů českých:
- Věrní Čechové tedy nečekali, až budou na radnici zvonit ke šturmu, a ve středu před sv. Václavem 24. září dali zvonit v Týnském chrámu a hned potom i v jiných kostelích. Rychle se shromáždilo mnoho sousedů, bylo osm hodin ráno, a šli se zbraněmi ke staroměstské radnici, kde už předem byl Bohuslav Legát od Ráje, čestný a odvážný měšťan, s dalšími pražskými sousedy. A pan Bohuslav zvedl oštěp, který držel v rukou, a mrštil jím o práh, až se zabodl. Ve vratech radnice stál purkmistr od Klobouků, a když přišli k radnici, ptal se jich, co chtějí. Odpověděli mu, že přišli z rozkazu konšelů. On jim poděkoval za projevenou poslušnost a nařídil jim, aby tam počkali, a chtěl před nimi vrata zavřít. Ale oni se na něho vrhli, purkmistr utekl nahoru a schoval se. Tak se dostali do radnice, zajali purkmistra i s konšely, zavřeli je do velké síně a zakázali jim vycházet ven. Ale purkmistr vyšel do velké síně a jeden mu hned probodl nohy sudlicí. Purkmistr se tvářil jako mrtvý, a protože nechtěli, aby tam ležel jako mršina, táhli ho k oknu, že ho shodí z radnice, ale on se chytil zábradlí v okně a nechtěl se pustit, dokud ho přes ruku nepraštili kladivem. Dopadl na zem a ležel u radnice jen v košili a celý zkrvavený.[1]

František Palacký:
- Ve středu 24. září, v 8 hodin, dáno nejprv s věže kostela Teynského znamení, po čemž i hned udeřeno na zvony po všech kostelích Pražských. V okamžení hemžily se všecky ulice lidem branným, ježto pod vůdci smělými hrnuli se k radnicím všch tří měst, když právě konšelé měli zasedání svá. Nemeškali také tito dáti s radnice zvoniti ke šturmu, ale již pozdě a jen k většímu svému i svých věrných neštěstí: nebo ti kteří zbraní v rukou pospíchali konšelům ku pomoci, a mezi nimi drahně Němcův, bez nesnáze přemoženi, někteří zbiti a větší díl zjímáni jsou. Staroměstská obec, osadivši radnici, zatknula všecky tam postižené konšely bez krveprolití; jen purkmistr Klobouk a konšel Publik raněni jsou, když outěkem vyváznouti usilovali. Mnohem krvavěji počínali sobě novoměstští; nejen že povraždili všecky postižené na radnici a vyházeli mrtvoly okny ven, ale dopídivše se některých uteklých, vychladili se na nich ukrutně jako na předním konšelu Páralovi, a zachovali jen několik zjímaných k odsouzení. Po takovémto zničení úřední moci branné chátra bezuzdná, nemajíc koho se báti, udeřila nejprv na kláštery, zejmena na Bosáky u sv. Ambrože a na mnichy u sv. Jakuba, ježto z města vyvedeni jsou; pak obořila se na židy, a zloupivši je hanebně nabrala u nich kořistí všelikého druhu bez počtu.[2]